# Еуфорб
Еуфорб (грч. Εὔφορβος) је у грчкој митологији био Тројанац, један од најхрабријих учесника тројанског рата.

## Етимологија
Његово име има значење „добра паша“.

## Митологија
Био је Пантојев и Фронтидин син. Након Сарпедоновог убиства, Патрокло је напредовао преко зидина Троје. Међутим, Аполон се журно попео пре њега и три пута га штитом гурнуо назад. Тако су се борили до поноћи све док се Аполон није обавио густом маглом и пришао Патроклу иза леђа и ударио га међу плећке. Од силине ударца, Патроклу су спали шлем и штит, а Аполон му је потом смрскао оклоп на грудима. Када је Еуфорб видео да је Патрокло у невољи, ранио га је, да би га потом Хектор докрајчио једним јединим ударцем. Тада је Менелај дојурио и убио Еуфорба. Менелај је његов штит касније посветио у Херином светилишту на Аргосу. Еуфорб је поменут у Хомеровој „Илијади“.
Овидије у „Метаморфозама“, али и други аутори, попут Филострата, писали су да је Питагора веровао да је у њему реинкарнирана душа овог јунака.

## Друге личности
Еуфорбово име се помиње и на листи гиганата.